# Turley (Oklahoma)
Turley es un lugar designado por el censo ubicado en el condado de Tulsa en el estado estadounidense de Oklahoma. En el Censo de 2010 tenía una población de 2756 habitantes y una densidad poblacional de 472,15 personas por km².

## Geografía
Turley se encuentra ubicado en las coordenadas 36°14′49″N 95°57′59″O / 36.24694, -95.96639. Según la Oficina del Censo de los Estados Unidos, Turley tiene una superficie total de 9.39 km², de la cual 9.39 km² corresponden a tierra firme y (0.06%) 0.01 km² es agua.

## Demografía
Según el censo de 2010, había 2756 personas residiendo en Turley. La densidad de población era de 472,15 hab./km². De los 2756 habitantes, Turley estaba compuesto por el 62.26% blancos, el 13.82% eran afroamericanos, el 9.65% eran amerindios, el 0.83% eran asiáticos, el 0% eran isleños del Pacífico, el 4.61% eran de otras razas y el 8.82% pertenecían a dos o más razas. Del total de la población el 11.1% eran hispanos o latinos de cualquier raza.